# クリストフ・ガンズ
クリストフ・ガンズ（Christophe Gans,1960年3月11日 - ）はフランス・アルプ＝マリティーム県アンティーブ出身の映画監督。

## 略歴
子供のころから映画に夢中になり、10代の頃は友人と共に8mmでカンフー映画などを制作。高等映画学院で映画制作を学び、1993年にアンソロジー映画『ネクロノミカン』の一編を監督。2001年の『ジェヴォーダンの獣』がアメリカでもヒットした。
日本の映画、マンガ、アニメ、ゲームの愛好家であることで知られ、これまでに『クライング・フリーマン』、『機動警察パトレイバー(制作中止)』、『サイレントヒル』などの実写化プロジェクトにも携わっている。
好きな日本映画は『切腹』、『怪談』、『人斬り』、『仁義なき戦い』、『大魔神怒る』など。
影響を受けた日本人として宮崎駿を挙げている。

## 監督作品
- ネクロノミカン Necronomicon (1993)
- クライング・フリーマン Crying Freeman (1995)
- ジェヴォーダンの獣 Le pacte des loups  (2001)
- サイレントヒル Silent Hill (2006)
- 美女と野獣 La belle et la bête (2014)
- Return to Silent Hill (TBA)